# 臺北市私立協和祐德高級中學
韻鏗學校財團法人台北市私立協和祐德高級中學，簡稱協和祐德高中、協祐高中，位於信義區，鄰近後山埤站，早期前身是祐德中學。1960年華僑張瑟音女士返台辦學，於淡水鎮竿蓁林設立祐德中學，後來淡水校址擴建為工業專科學校，學校即遷移到台北市忠孝東路的現址，1971年附屬於祐德高中附設職業類科獨立為協和工商。後因「祐德高中」資金不足，協和工商校長被捕，故兩校於2015年8月1日合併，更名為「協和祐德高級中學」，是採高中附屬高職。 。

## 校史

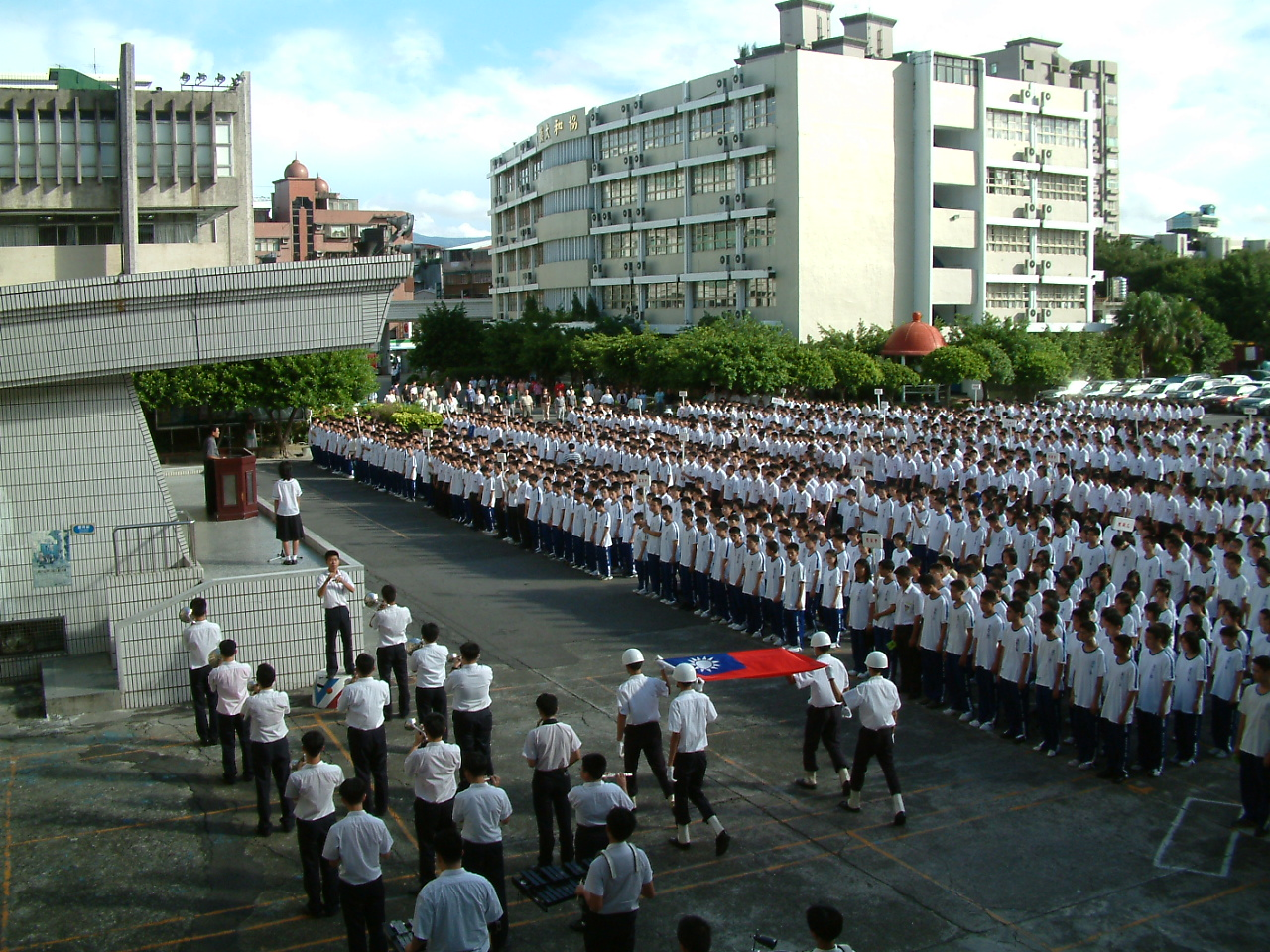
協和祐德高中朝會時

### 祐德高中校史
- 1963年（民國52年）：私立祐德初級中學成立，校址位於臺灣省臺北縣淡水鎮竿蓁林。
- 1966年（民國55年）：原校址擴建為新埔工業專科學校，校舍遷至臺北市信義區忠孝東路的現址，更名臺北市私立祐德高級中學。
- 1968年（民國57年）：適逢政府推動九年國民教育，初中部停止招生。
- 1971年（民國60年）：附設職業類科獨立設校，定名私立協和高級工商職業學校。
- 2012年（民國101年）：更名為韻鏗學校財團法人臺北市祐德高級中學。

### 協和工商校史
- 1971年（民國60年）：私立祐德中學附設職業類科獨立設校，定名臺北市私立協和高級工商職業學校。
- 2012年（民國101年）：更名為韻鏗學校財團法人臺北市協和高級工商職業學校。

### 協和祐德高中校史
- 2015年（民國104年）：8月1日私立協和高級工商職業學校與私立祐德高級中學兩校併校，改制為韻鏗學校財團法人臺北市協和祐德高級中等學校。
- 2025年（民國114年）奉准招收國中部。

## 校景

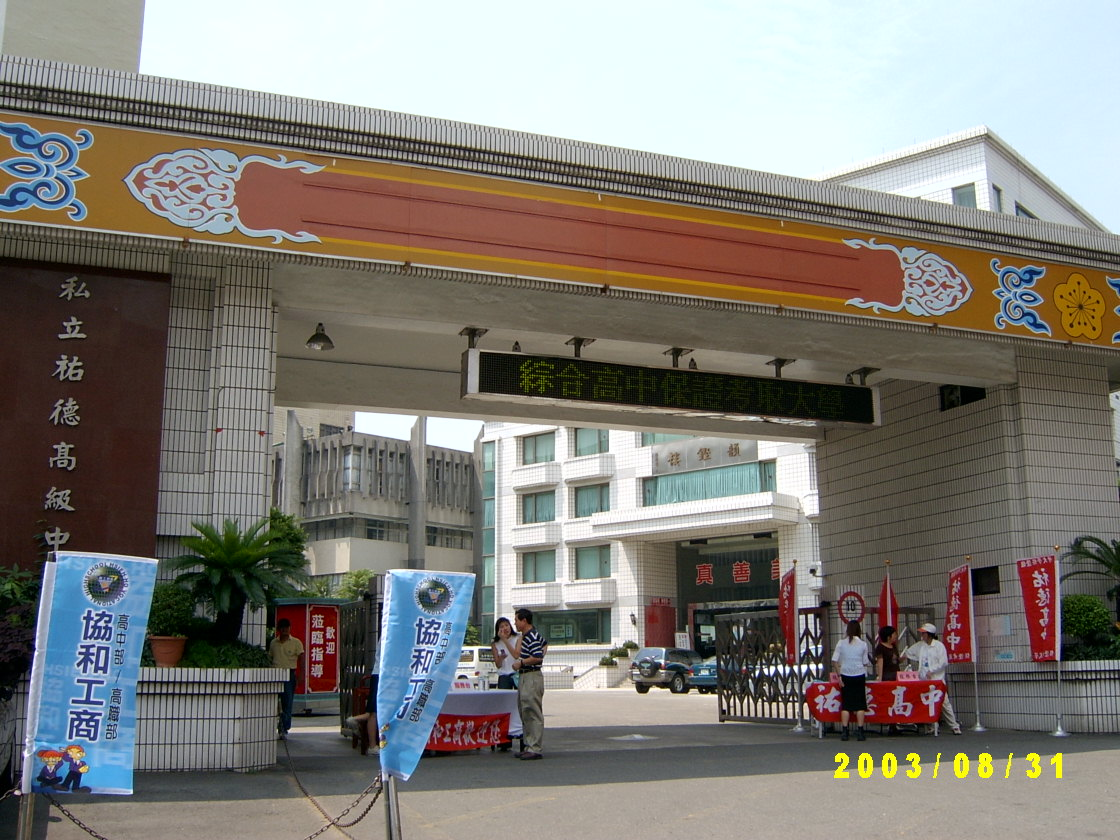
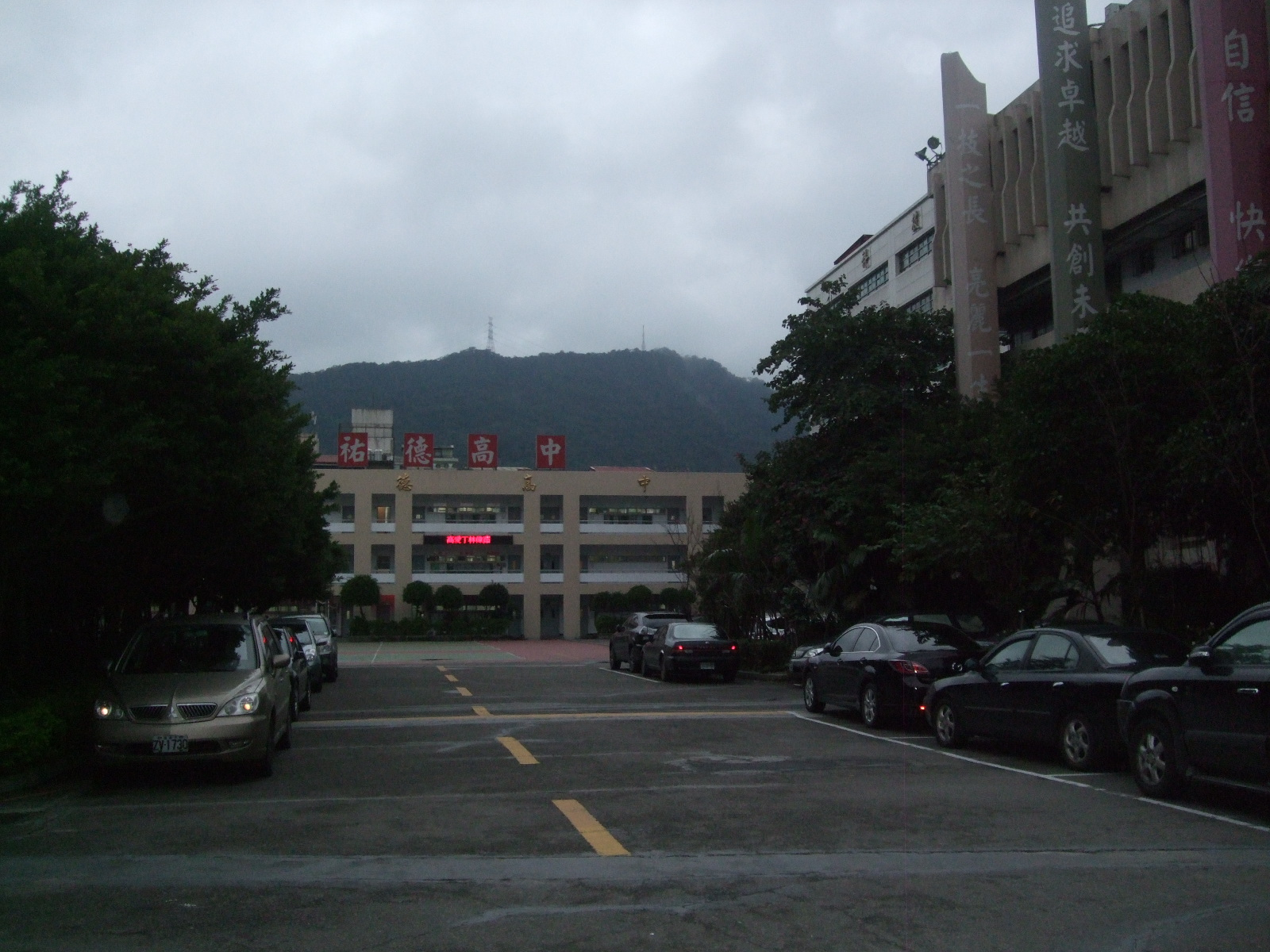
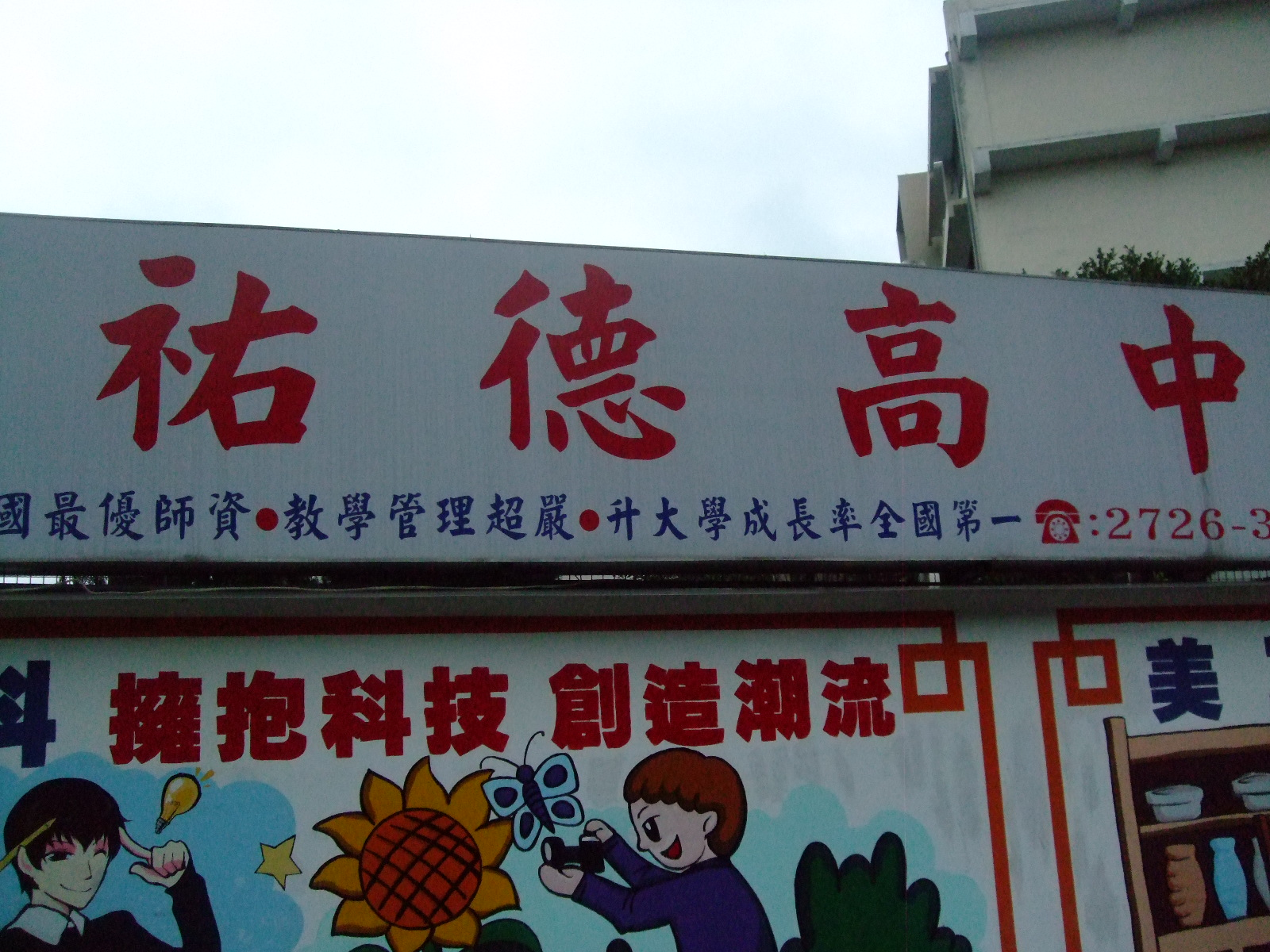
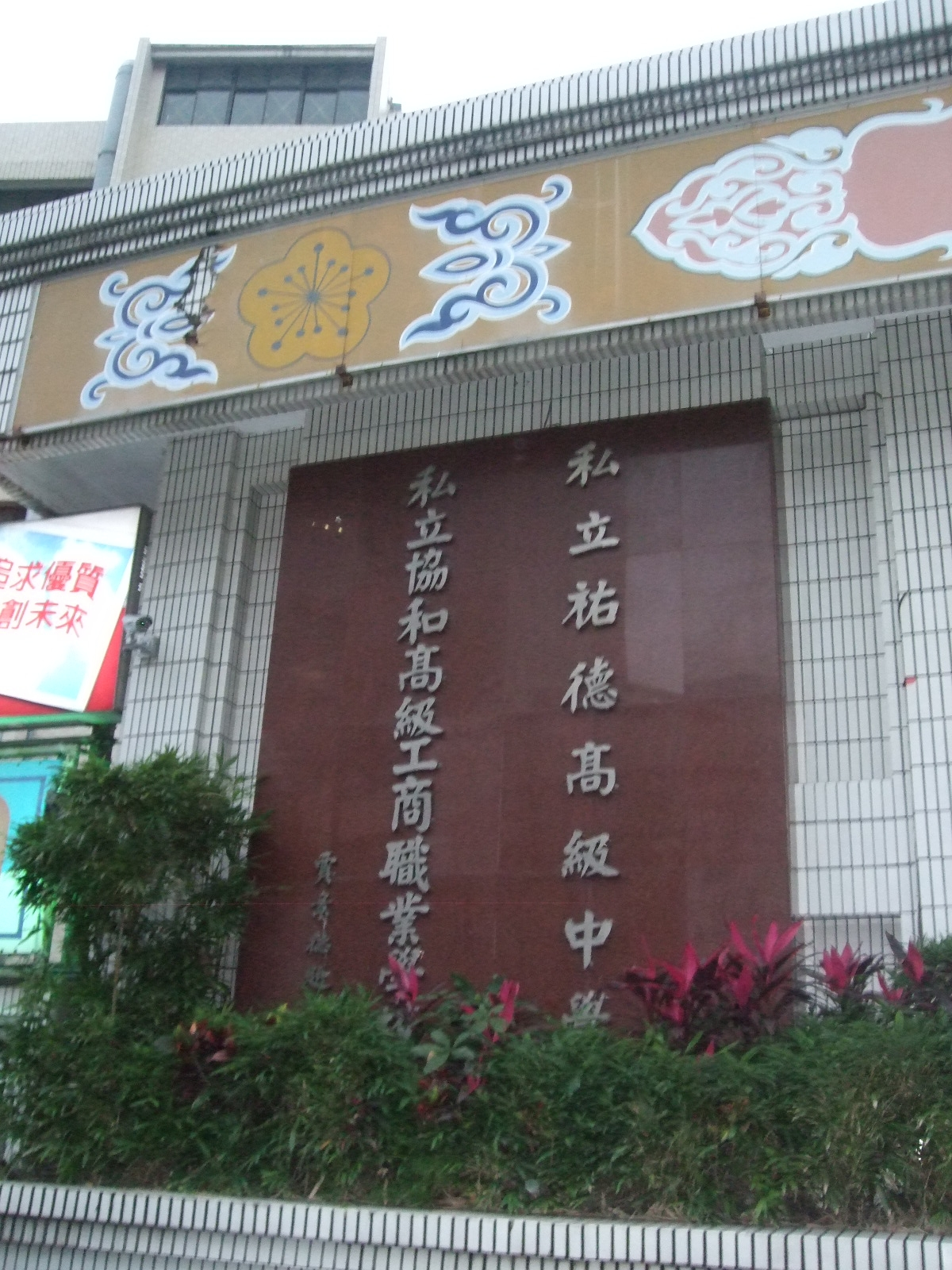

## 歷任校長
| 任別         | 姓名     |          |          |          |
| 祐德高中     | 祐德高中 | 祐德高中 | 祐德高中 | 祐德高中 |
| ------------ | -------- | -------- | -------- | -------- |
| 1            | 張瑟音   |          |          |          |
| 2            | 陳人儀   |          |          |          |
| 3            | 胡樹斌   |          |          |          |
| 4            | 施博惠   |          |          |          |
| 協和工商     |          |          |          |          |
| 1            | 吳添洪   |          |          |          |
| 2            | 吳添洪   |          |          |          |
| 3            | 吳添洪   |          |          |          |
| 4            | 何靜波   |          |          |          |
| 5            | 胡樹斌   |          |          |          |
| 協和祐德高中 |          |          |          |          |
| 1            | 施博惠   |          |          |          |
| 代理         | 葉舜益   |          |          |          |
| 2            | 陳忠全   |          |          |          |
| 3（現任）    | 黃俊賓   |          |          |          |